# Yahşihan
Yahşihan ist eine Stadt und ein Landkreis der türkischen Provinz Kırıkkale.

## Stadt
Die Stadt liegt etwa 5 Kilometer westlich der Provinzhauptstadt Kırıkkale und schließt sich direkt westlich an die Provinzhauptstadt an. Sie wird von der Europastraße 88 durchquert, die Ankara mit Sivas verbindet. Parallel dazu verläuft eine Eisenbahnstrecke der TCDD, die von Ankara nach Kayseri führt. 1956 erhielt Yahşihan den Status einer Belediye, sichtbar auch am Stadtlogo. Die Kreisstadt beherbergt etwa 90,7 Prozent der Kreisbevölkerung und gliedert sich in zehn Mahalle (Stadtviertel) mit durchschnittlich 2.647 Einwohner.

## Landkreis
Der Landkreis liegt im Westen der Provinz. Er grenzt im Norden und Osten an den zentralen Landkreis, im Süden an den Kreis Balışeyh sowie im Nordwesten und Westen an die Provinz Ankara.
Der Kızılırmak, fließt von Süden nach Norden durch den Landkreis. Im Westen zieht sich ein Ausläufer des Gebirges Karagüney Dağı mit den Erhebungen İkiz Tepesi (1.269 m) und Aparca Tepesi (1.039 m) durch das Gebiet.
Der Landkreis wurde 1990 durch das Gesetz Nr. 3644 geschaffen. Dabei wurden fünf Dörfer des zentralen Bucak (Merkez Bucak) sowie die Belediye Yahşihan (VZ 1985: 5.530 Einw.) abgetrennt und als neue Landkreis Yahşihan zusammengefasst. Dieser Kreis hatte zur folgenden Volkszählung im Oktober 1990 eine Einwohnerzahl von 11.299, davon 50,4 % (5.695 Einw.) in der Kreisstadt.
Ende 2020 besteht der Landkreis aus der Kreisstadt und sieben Dörfern (Köy) mit durchschnittlich 387 Einwohnern. Irmak ist mit 1.206 Einwohnern das größte. Wegen sinkender Einwohnerzahlen verloren 2013 zwei Belediyes (Irmak und Kılıçlar) diesen Status und wurden 2013 zu Dörfern zurückgestuft.

## Bevölkerung

### Ergebnisse der Bevölkerungsfortschreibung
Die nachfolgende Tabelle zeigt den vergleichenden Bevölkerungsstand am Jahresende für die Provinz Kırıkkale, den Landkreis und die Stadt Yahşihan sowie deren jeweiligen Anteil an der übergeordneten Verwaltungsebene. Die Zahlen basieren auf dem 2007 eingeführten adressbasierten Einwohnerregister (ADNKS). Die letzten beiden Wertzeilen entstammen Volkszählungsergebnissen.

| Jahr | Provinz | Landkreis | Landkreis | Stadt | Stadt  |
| Jahr | abs.    | %         | abs.      | %     | abs.   |
| ---- | ------- | --------- | --------- | ----- | ------ |
| 2020 | 271.424 | 10,75     | 29.179    | 90,73 | 26.473 |
| 2019 | 275.618 | 11,25     | 31.013    | 91,02 | 28.227 |
| 2018 | 286.602 | 10,92     | 31.308    | 90,34 | 28.285 |
| 2017 | 278.749 | 09,67     | 26.942    | 90,66 | 24.426 |
| 2016 | 277.984 | 09,03     | 25.103    | 89,20 | 22.391 |
| 2015 | 270.271 | 08,23     | 22.247    | 87,62 | 19.493 |
| 2014 | 271.092 | 07,68     | 20.833    | 86,24 | 17.966 |
| 2013 | 274.658 | 07,09     | 19.460    | 83,80 | 16.307 |
| 2012 | 274.727 | 06,43     | 17.675    | 82,55 | 14.591 |
| 2011 | 274.992 | 06,04     | 16.618    | 80,48 | 13.374 |
| 2010 | 276.647 | 05,83     | 16.133    | 79,35 | 12.801 |
| 2009 | 280.834 | 05,70     | 15.997    | 77,64 | 12.420 |
| 2008 | 279.325 | 04,77     | 13.322    | 71,86 | 09.573 |
| 2007 | 280.234 | 04,63     | 12.963    | 70,71 | 09.166 |
| 2000 | 383.508 | 03,68     | 14.098    | 58,27 | 08.215 |
| 1997 | 357.544 | 03,63     | 12.996    | 46,44 | 06.035 |